# Nobiles Officinae
Nobiles Officinae era la denominación de las manufacturas reales del reino normando de Sicilia (siglos XII y XIII), especialmente vinculados a la corte en Palermo del rey Roger II, gran mecenas de todas las artes, que se desarrollaron en torno a una ecléctica cultura normando-árabe-bizantina.
Se usaban materiales nobles, como el bronce, los metales preciosos, la seda, el marfil y las piedras finas, para la realización de todo tipo de objetos litúrgicos y de uso suntuario, como las vestiduras de la coronación imperial (anteriores a 1220) que se conservan en el Hofburg de Viena. La decoración incluía todo tipo de motivos, mitológicos, bíblicos y geométricos.
La expresión Nobiles Officinae aparece mencionada por primera vez en una carta de Hugo Falcandus datada en 1190.

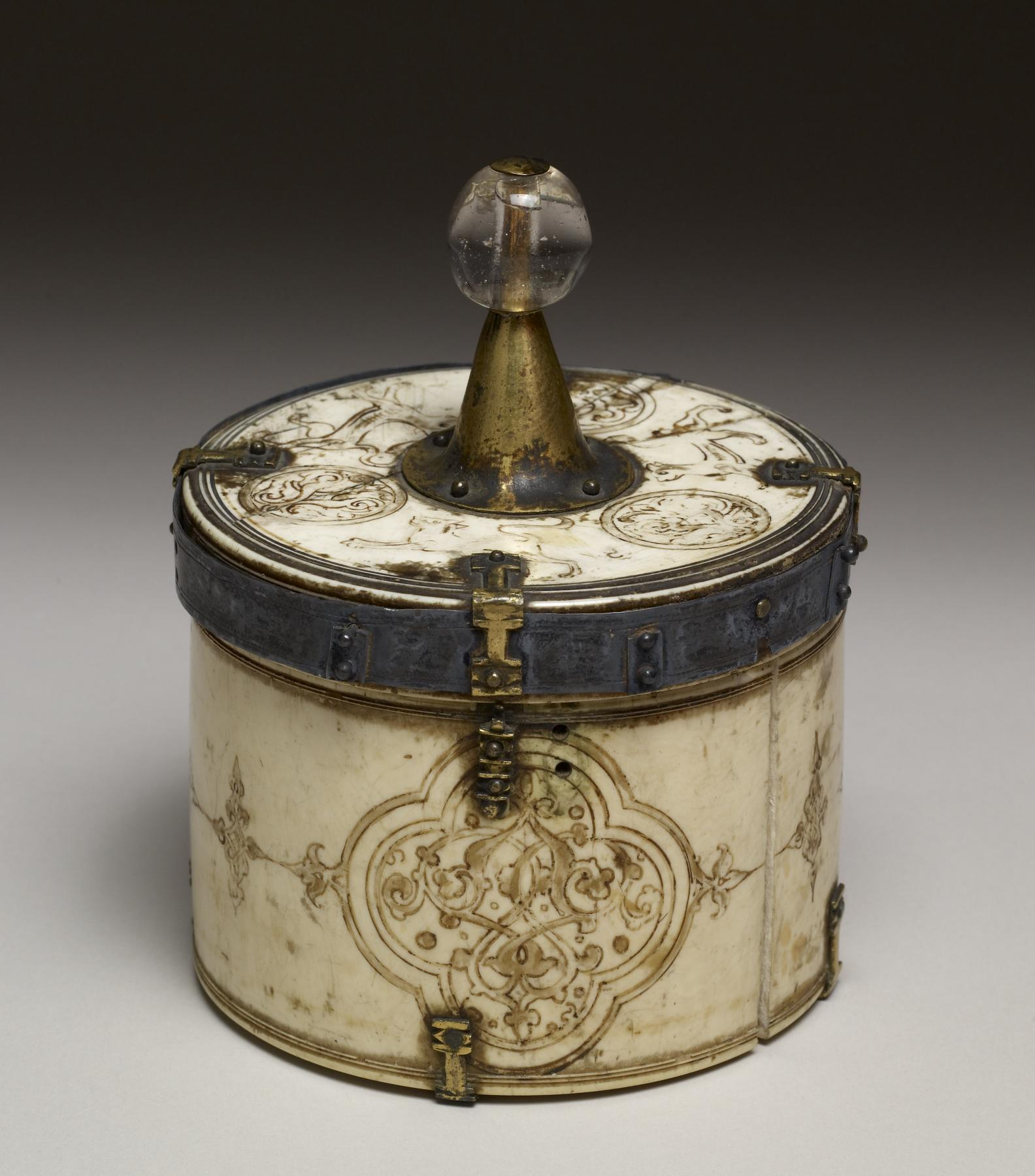
Píxide con arabescos.
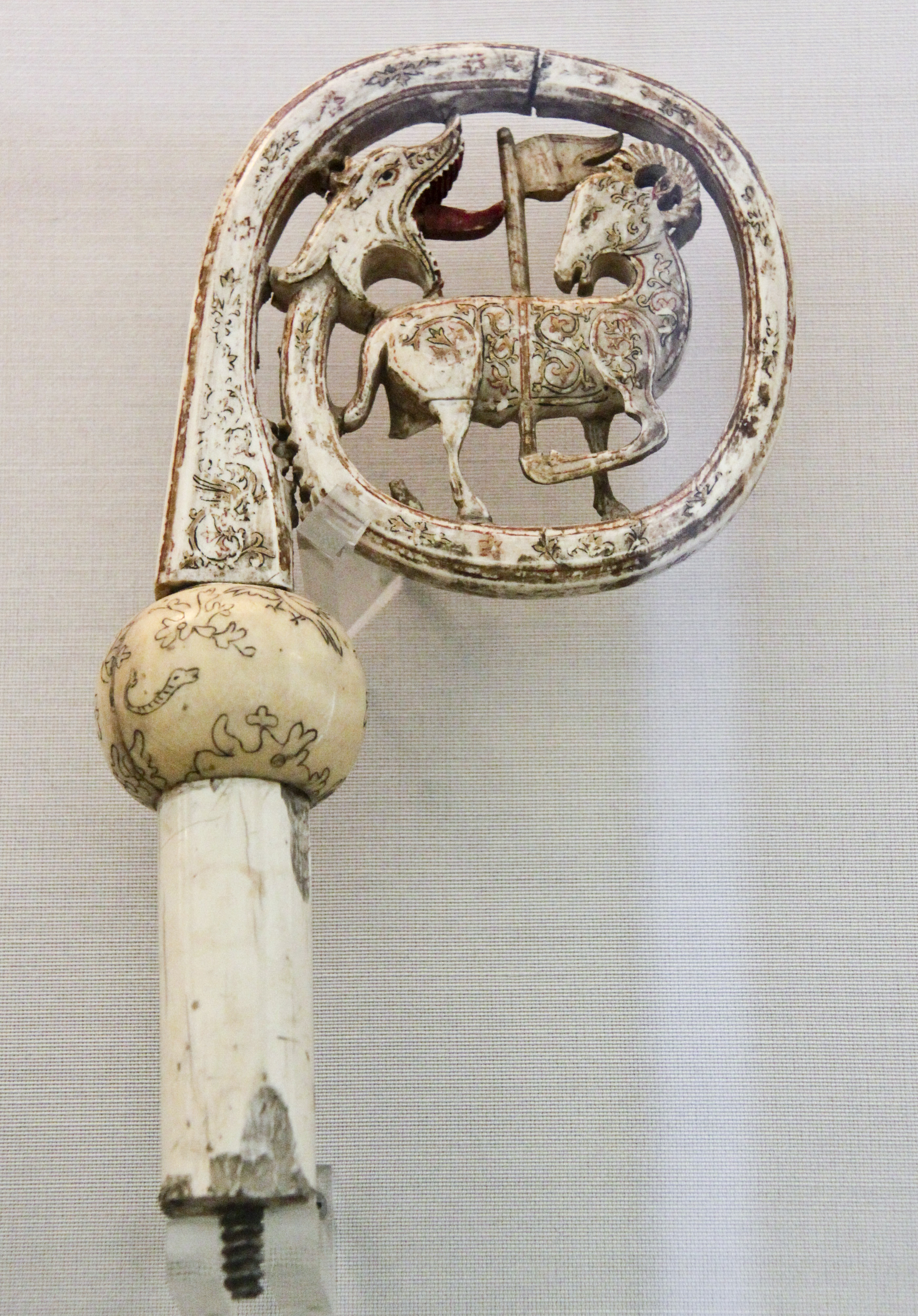
Báculo, siglo XII.
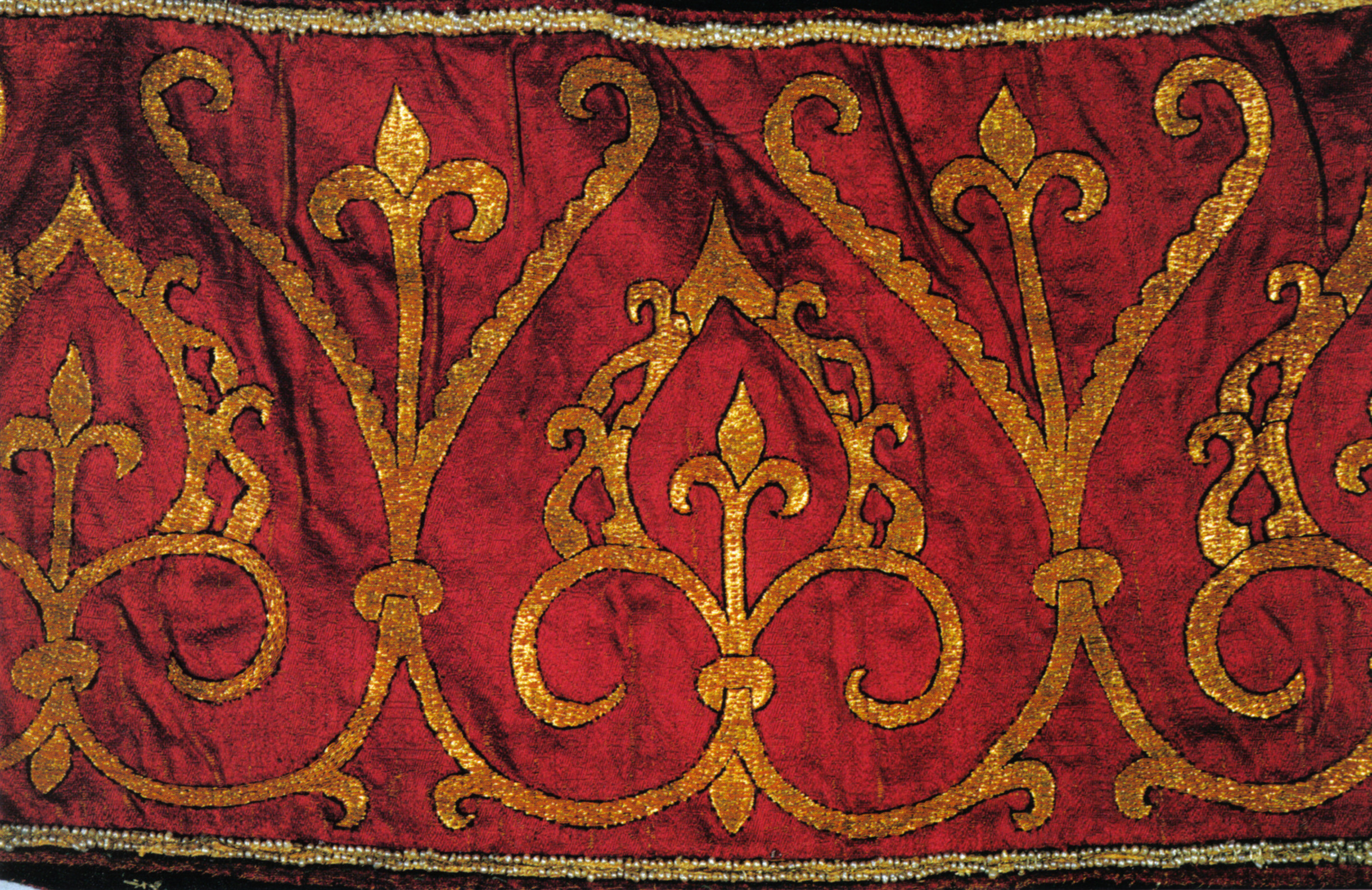
Dalmática, siglo XII.

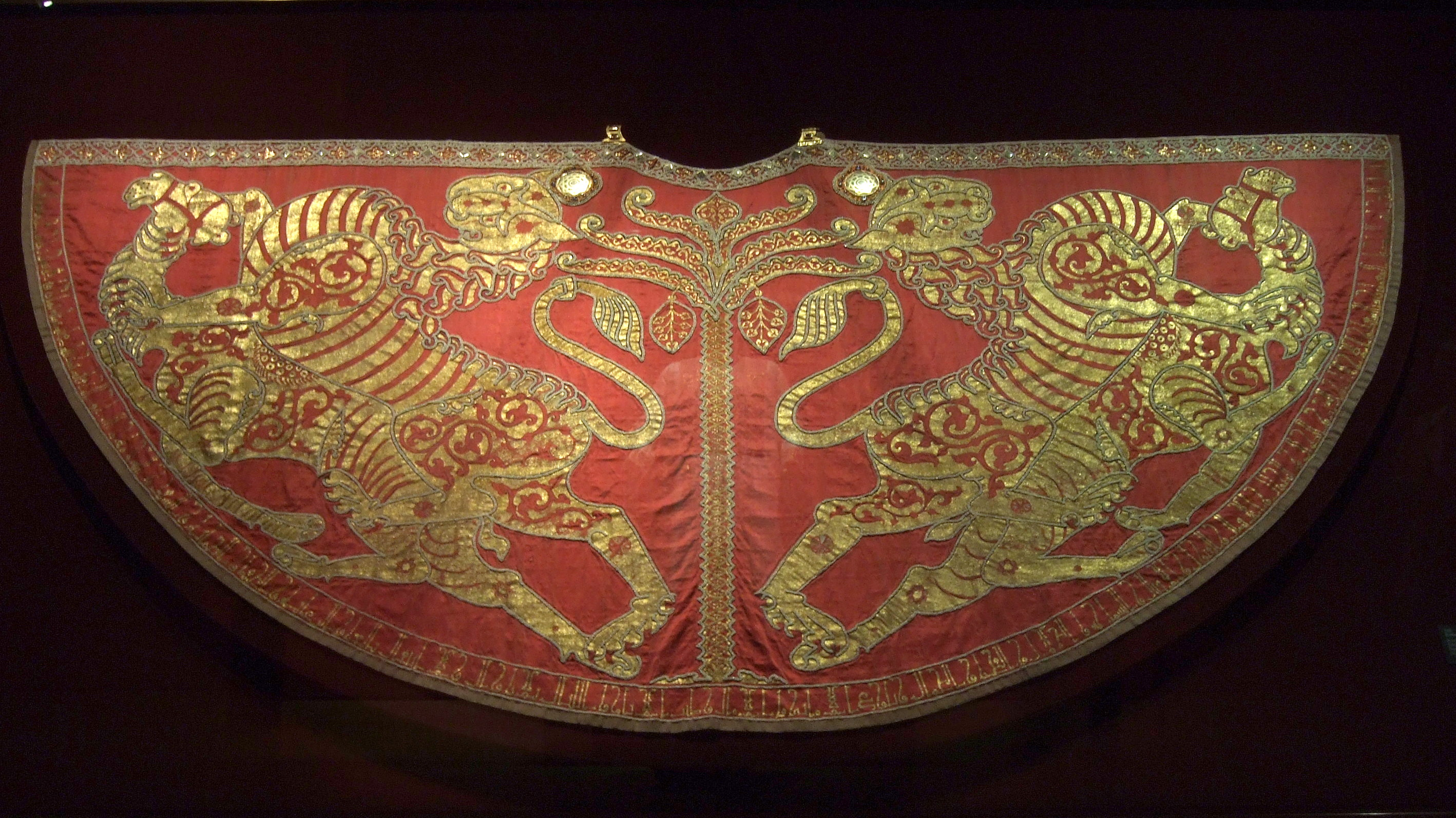
Manto de la coronación imperial.
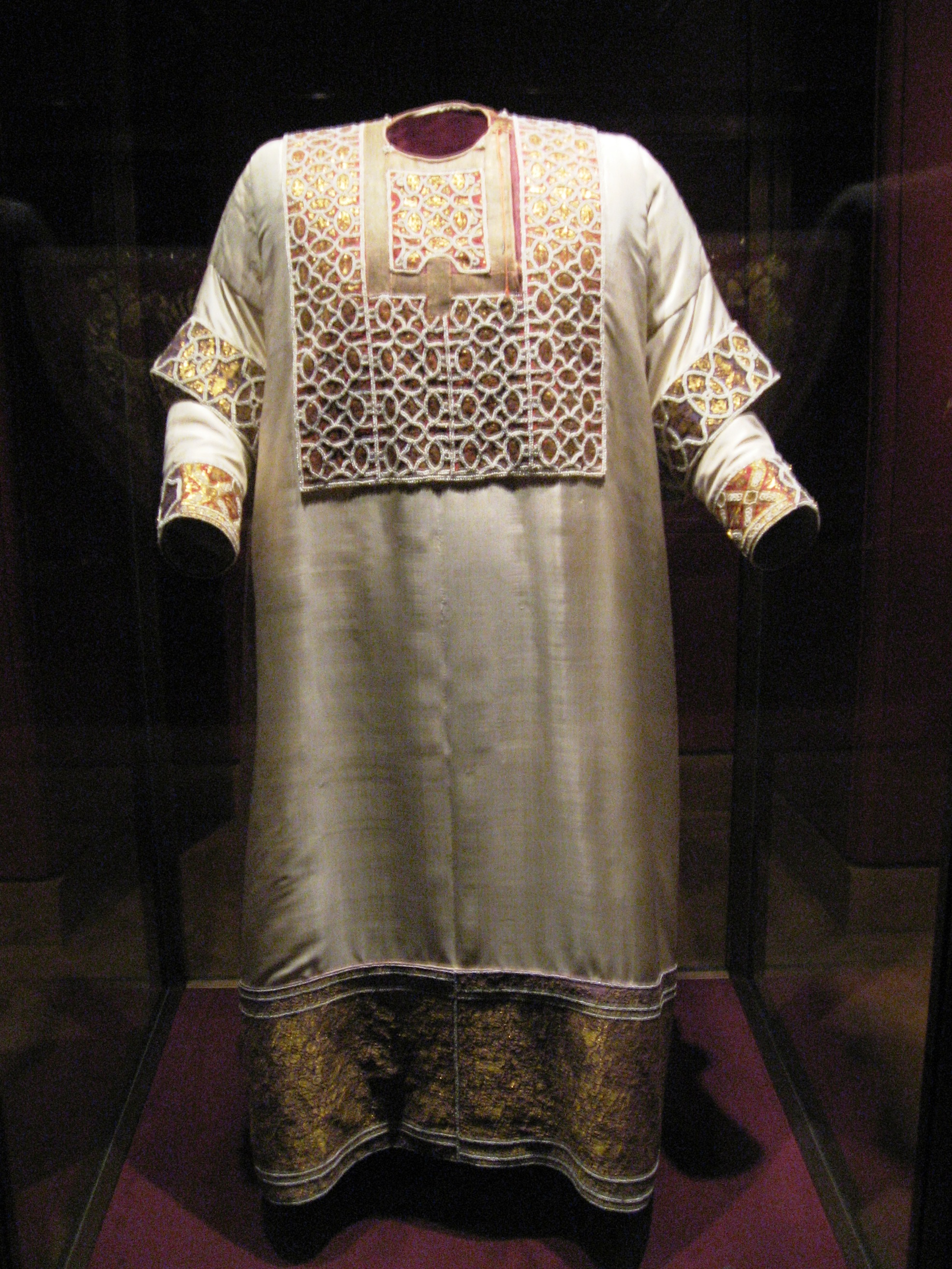
Alba de la coronación imperial.
Joyas de la coronación imperial.
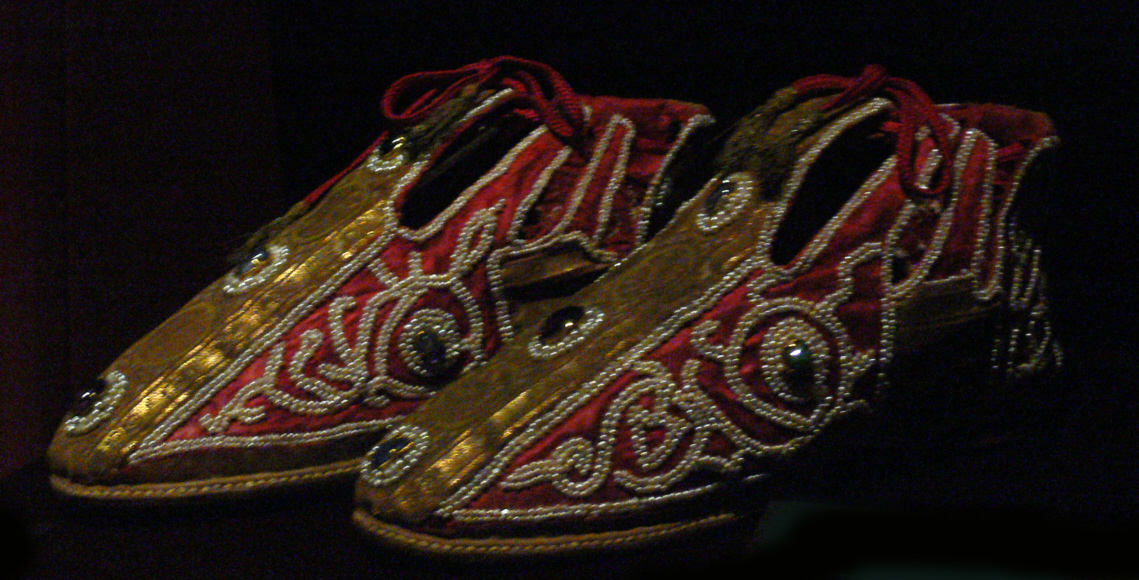
Zapatos de la coronación imperial.
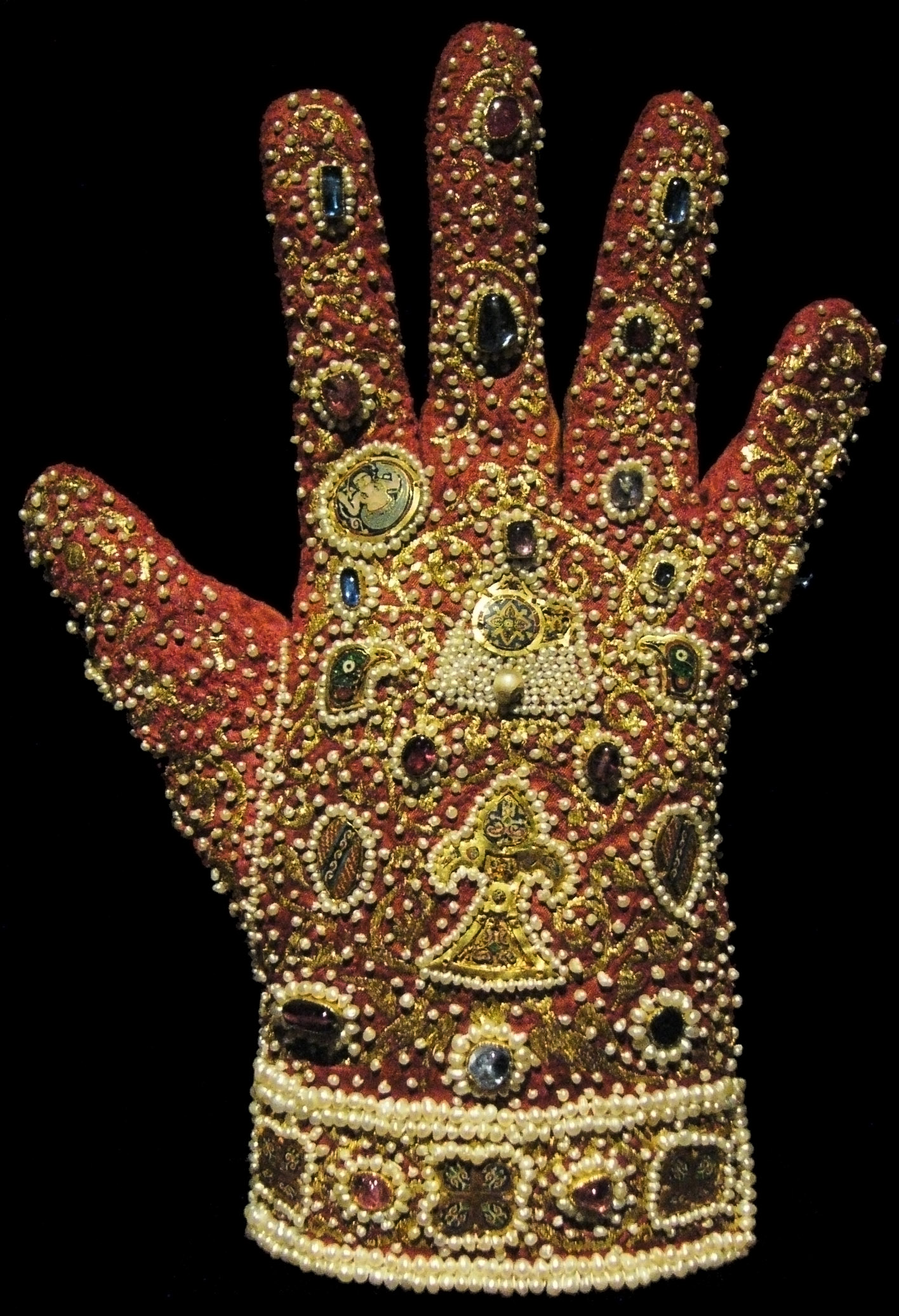
Guante de la coronación imperial.